# دنیاگیری کووید-۱۹ در دانمارک
دنیاگیری کووید-۱۹ در دانمارک بخشی از دنیاگیری بیماری کروناویروس ۲۰۱۹ در جهان است. اولین مورد تأیید شده در دانمارک در ۲۷ فوریه ۲۰۲۰ در شهر راسکیله اعلام شد.